# Polder Wieringa
De Polder Wieringa is een voormalig waterschap in de Nederlandse provincies Friesland en Groningen.
De polder is tegelijk met de Nieuwe Ruigezandsterpolder ontstaan na de afsluiting van het Reitdiep in 1877 en lag tussen de provinciegrens, de dijk van Zoutkamp naar de Nittershoek en de Friese Munnekezijlsterpolder. Het waterschap had geen bemaling en stroomde via het grondgebied van de provincie Groningen af via de bermsloot langs de dijk af, die uitmondde bij de Friesche sluis.
Waterstaatkundig gezien ligt het gebied sinds 2000 binnen dat van het wetterskip Fryslân.

## Grenspalen
Langs de rand van de polder staan een aantal grenspalen op de grens met de provincie Groningen.

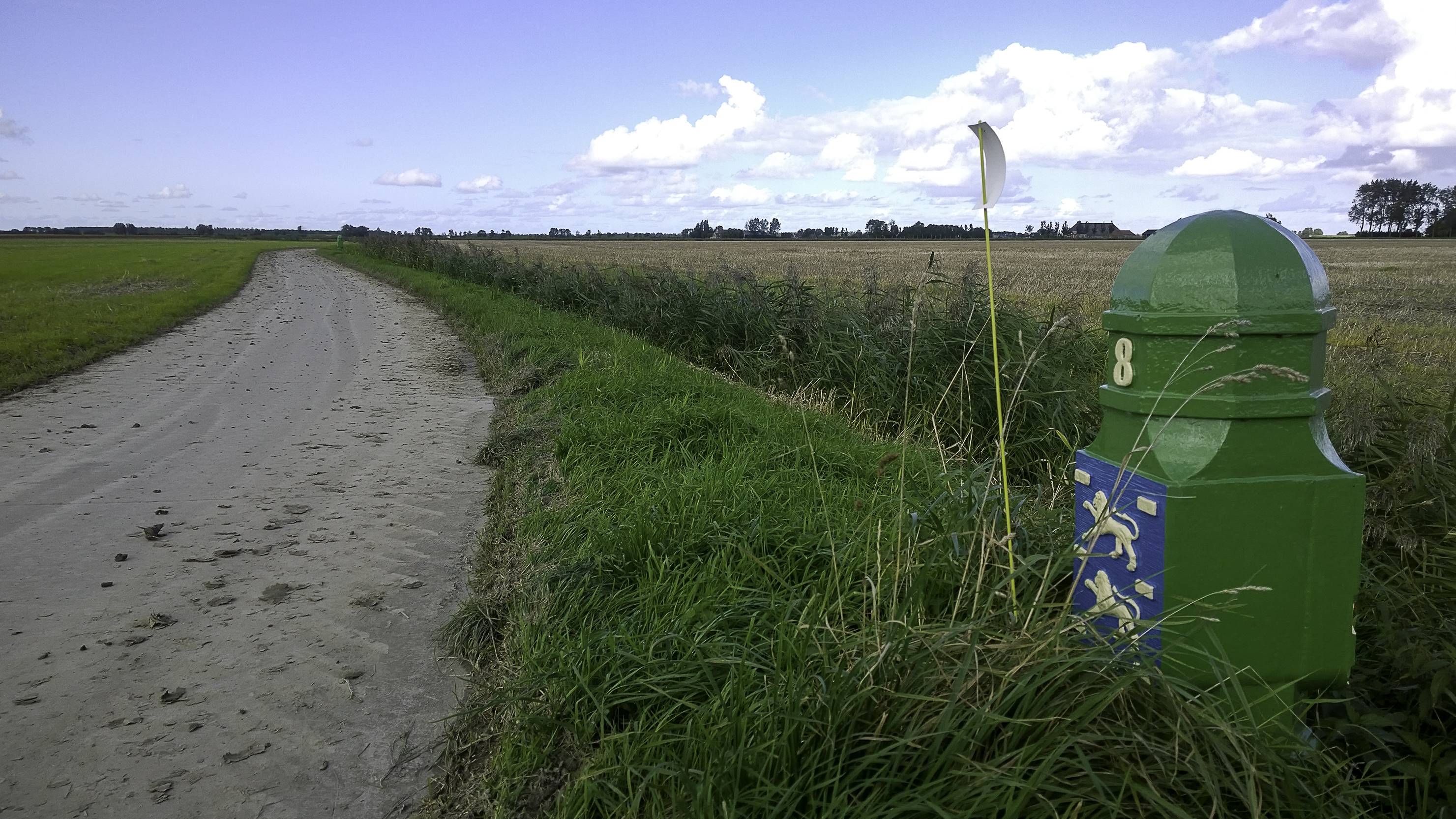
Friese grenspaal met het wapen van Friesland aan Friese zijde
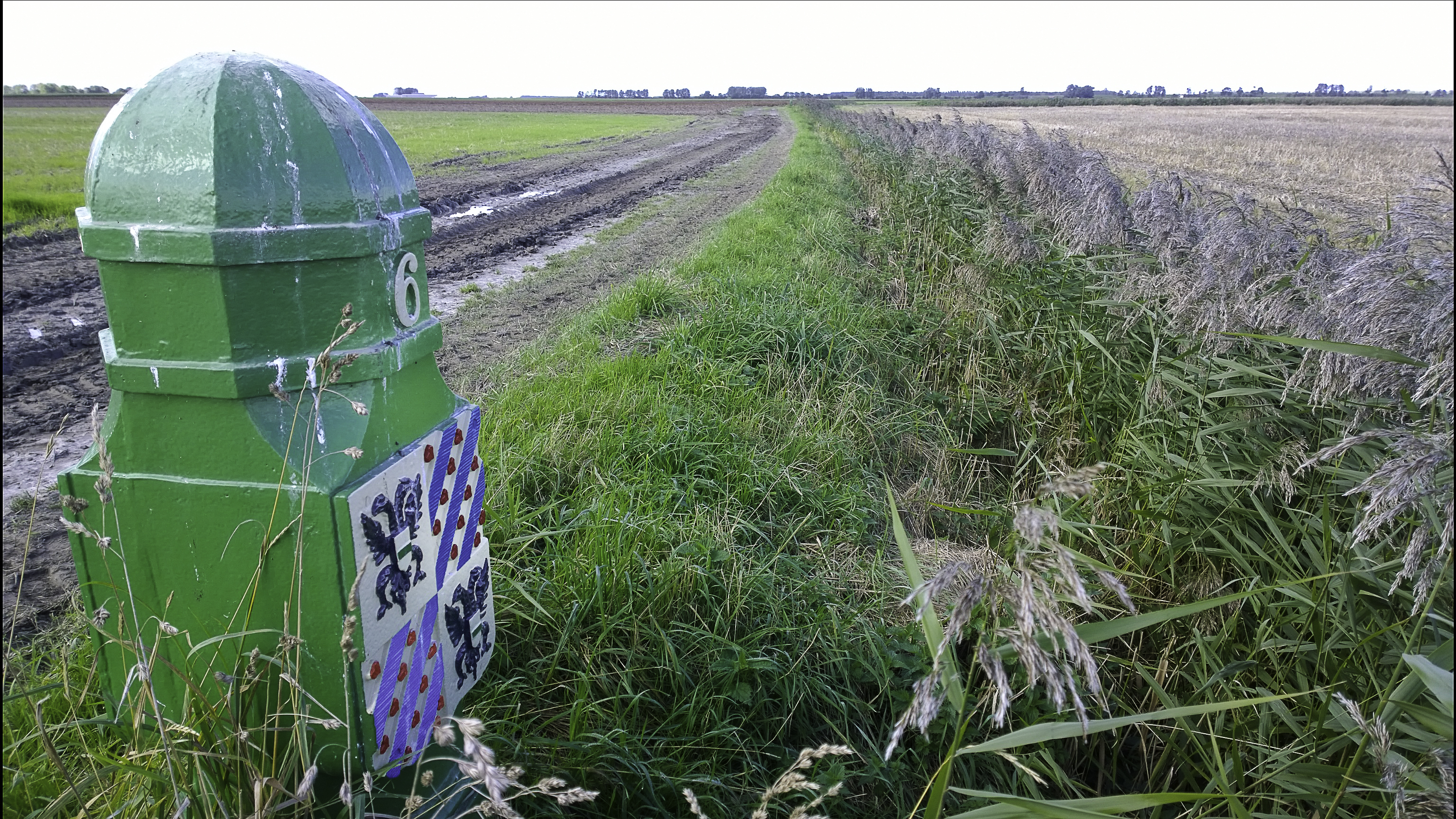
Achterzijde van een Friese grenspaal met het wapen van Groningen
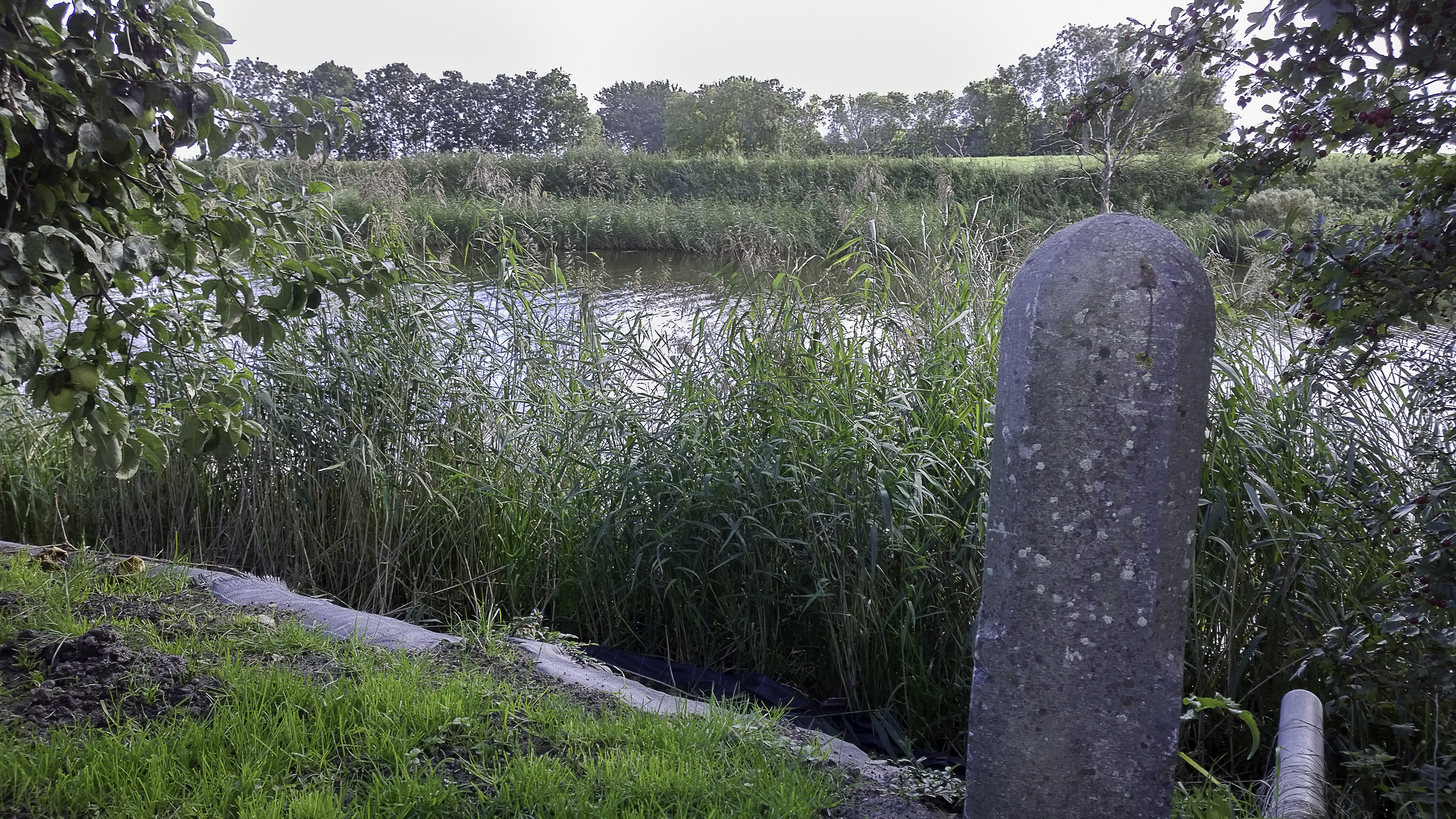
Groningse grenspaal aan de oever van de Lauwers